# Carlina
Carlina (nome scientifico Carlina L. 1753) è un genere di piante spermatofite dicotiledoni appartenenti alla famiglia delle Asteraceae, dall'aspetto di piccole erbacee annuali o perenni dalla tipica infiorescenza stellata.

## Etimologia
Il nome del genere (proposto nel XVI secolo dal botanico aretino Andrea Cesalpino e usato dal Rembert Dodoens (1518-1585), medico e botanico fiammingo) sembra derivare da Carlo Magno che si illuse di usare la pianta più rappresentativa del genere (Carlina acaulis) come medicinale durante una pestilenza dei suoi soldati nei pressi di Roma (informazione avuta in visione da un angelo). Questa racconto – leggenda ci viene tramandato da uno dei più antichi erboristi: Jacopo Teodoro Bergzabern (latinizzato in Tabernaemontanus).

In altri testi si fa l'ipotesi che il nome derivi dalla parola carduncolos (diminutivo di cardo = “cardina” o “piccolo cardo”) e in definitiva da Carlo V di Spagna (questo secondo Linneo). In effetti esiste una certa somiglianza con le piante del genere “Cardo” (Asteraceae).

Quello che è interessante notare, al di là delle varie leggende e racconti di difficile verifica, è che queste piante erano ben conosciuto già dal Medioevo e forse anche prima grazie alle loro proprietà meteorologiche: si dice che le popolazioni alpine dell'Italia, Francia e Austria già in tempi remoti usavano appendere fuori dai casolari i fiori di questo genere in luogo di un igrometro giacché le brattee esterne si chiudono all'arrivo della pioggia e si riaprono con il bel tempo.

## Descrizione
Le specie del genere Carlina sono piante annue o perenni e si presentano sotto forma di arbusti o anche alberi nani (fino a 1 m). La forma biologica prevalente della specie è emicriptofita scaposa ("H scap"), ossia sono piante perennanti tramite gemme situate sul terreno e con asse fiorale allungato e con poche foglie; ma sono presenti anche altre forme biologiche come: "H ros" (emicriptofita rosulata) della Carlina acaulis, oppure "T scap" (terofita scaposa) della Carlina lanata.

### Radici
La radice in genere è un fittone.

### Fusto
Il fusto varia da specie a specie: da nullo nella Carlina acaulis, ad un'estensione di 80 – 90 cm come bella Carlina corymbosa e Carlina sicula.

### Foglie
Le foglie in genere sono grandi e spinose con margini dentati o profondamente incisi e lobati terminanti in spine più o meno robuste. La disposizione lungo il fusto è alterna e sono sessili; facilmente formano una rosetta basale con foglie picciolate. A volte la pagina inferiore è tomentosa. Raramente le foglie hanno una lamina intera e sono senza spine.

### Infiorescenza
L'infiorescenza è composta da uno (o pochi di più) capolini (omogami o eterogami). I capolini sono formati da un l'involucro composto da squame (o brattee involucrali). Le brattee si dividono in esterne e interne. Quelle esterne sono di tipo fogliaceo, ossia poco trasformate e simili a foglie da dentate a pennatosette e spinulose, e sottendono (circondano) il capolino. Le brattee più "interne" (le superiori, chiamate “squame raggianti”) sono lunghe (strettamente lineari) più dei fiori, scariose, membranose, brillanti e talvolta colorate dando al fiore l'aspetto di un “semprevivo”. In realtà la funzione principale è quella di attirare gli insetti pronubi (compito che nelle Asteraceae normalmente viene svolta dai fiori ligulati del raggio esterno). All'interno dell'involucro un ricettacolo formato da scaglie connate fa da base ai fiori (molti); è piatto ma profondamente alveolato (butterato). I vari fiori colorati di rosa – porporino (ma anche di giallo e marrone) sono fissati nei suddetti alveoli.

### Fiori
I fiori sono tutti del tipo tubuloso (il tipo ligulato, i fiori del raggio, presente nella maggioranza delle Asteraceae, qui è assente), sono inoltre ermafroditi, tetra-ciclici (calice – corolla – androceo – gineceo) e pentameri.
- Formula fiorale:

- /x K {\displaystyle \infty }, [C (5), A (5)], G 2 (infero), achenio

- Calice: i sepali del calice sono ridotti ad una coroncina di squame.
- Corolla: la corolla è di forma cilindrica (o campanulata) e termina con 5 denti o lobi papillosi sui margini. I colori sono bianco, rosa, porpora o giallo.
- Androceo: gli stami sono 5 con filamenti liberi; le antere caudate (con coda) sono saldate fra di loro e formano un manicotto circondante lo stilo.
- Gineceo: l'ovario è infero e uniloculare formato da 2 carpelli; lo stilo è unico con uno stimma terminale bifido e glabro (è presente solamente un ciuffo di peli all'apice dello stilo).

### Frutti
I frutti sono degli acheni con pappo. La sezione degli acheni, a inserzione basale, è circolare con forme da oblunghe a obconiche; sono ricoperti da lunghi peli sericei o sono villosi (acheni pubescenti). Il pappo, alla sommità dell'achenio, è formato da un'unica o doppia serie di setole piumose (pappo piumoso).

## Distribuzione e habitat
Questo genere è distribuito in Europa, nelle Isole Canarie, nell'Africa settentrionale e nella Siberia. Un'unica specie si trova all'estremo est dell'Asia (in Cina): Carlina biebersteinii; mentre la maggior parte delle specie vivono nella regione del bacino del Mediterraneo.

Sul territorio italiano queste piante sono reperibili nei luoghi aridi o sassosi, alcune, o nei luoghi erbosi e boschivi, altre. Alcune sono considerate infestanti dei prati e dei pascoli montani.

Della dozzina di specie spontanee della flora italiana solo 6 vivono sull'arco alpino. La tabella seguente mette in evidenza alcuni dati relativi all'habitat, al substrato e alla distribuzione delle specie alpine.
| Specie | Comunità vegetali | Piani vegetazionali         | Substrato | pH     | Livello trofico | H2O   | Ambiente    | Zona alpina                                |
| --- | ----------------- | --------------------------- | --------- | ------ | --------------- | ----- | ----------- | ------------------------------------------ |
| C. acanthifolia | 9                 | subalpino montano collinare | Ca-Ca/Si  | neutro | medio           | arido | F2          | CN TO AO VR                                |
| C. acaulis subsp. acaulis | 9                 | subalpino montano           | Ca-Ca/Si  | basico | basso           | secco | F2 F5       | tutto l'arco alpino (escl. AO VA CO BG)    |
| C. acaulis subsp. caulescens | 10                | subalpino                   | Ca-Si     | basico | basso           | secco | F2 F5       | tutto l'arco alpino (escl. TO VA CO BG TN) |
| C. biebersteinii subsp. biebersteinii | 11                | subalpino montano           | Ca-Si     | neutro | medio           | secco | F5 G2       | BS TN UD PN                                |
| C. biebersteinii subsp. brevibracteata | 9                 | montano collinare           | Ca-Si     | neutro | basso           | secco | F2 F7 I1    | VI                                         |
| C. corymbosa | 4                 | collinare                   | Ca        | basico | basso           | arido | B1 B2 F2 G3 | IM                                         |
| C. lanata | 2                 | collinare                   | Ca        | basico | medio           | arido | B1 B2 G3    | IM?                                        |
| C. vulgaris | 9                 | montano collinare           | Ca-Ca/Si  | basico | basso           | secco | B2 F2 I1    | tutto l'arco alpino                        |
| Legenda e note alla tabella. Substrato con “Ca/Si” si intendono rocce di carattere intermedio (calcari silicei e simili); vengono prese in considerazione solo le zone alpine del territorio italiano (sono indicate le sigle delle province). Comunità vegetali: 2 = comunità terofitiche pioniere nitrofile; 4 = comunità pioniere a terofite e succulente; 9 = comunità a emicriptofite e camefite delle praterie rase magre secche; 10 = comunità delle praterie rase dei piani subalpino e alpino con dominanza di emicriptofite; 11 = comunità delle macro- e megaforbie terrestri Ambienti: B1 = campi, colture e incolti; B2 = ambienti ruderali, scarpate; F2 = praterie rase, prati e pascoli dal piano collinare al subalpino; F5 = praterie rase subalpine e alpine; F7 = margini erbacei dei boschi; G2 = praterie rase dal piano collinare a quello alpino; G3 = macchie basse; I1 = boschi di conifere |                   |                             |           |        |                 |       |             |                                            |

## Tassonomia
La famiglia di appartenenza di questa voce (Asteraceae o Compositae, nomen conservandum) probabilmente originaria del Sud America, è la più numerosa del mondo vegetale, comprende oltre 23.000 specie distribuite su 1.535 generi, oppure 22.750 specie e 1.530 generi secondo altre fonti (una delle checklist più aggiornata elenca fino a 1.679 generi). La famiglia attualmente (2021) è divisa in 16 sottofamiglie.
La tribù Cardueae a sua volta è suddivisa in 12 sottotribù (la sottotribù Carlininae è una di queste).
Il genere Carlina L. contiene circa 30 specie distribuite soprattutto nell'emisfero boreale, di cui una decina sono proprie della flora italiana, con habitat in preferenza situati in zone temperate. Per completare il quadro relativo alla classificazione del genere Carlina è da rilevare che in passato più semplicemente si dividevano le Asteraceae in due grandi sottofamiglie Tubuliflorae ( = Asteroideae) e Liguliflorae ( = Cichorioideae). Il genere Carlina appartiene al primo gruppo in quanto i fiori sono tutti tubulosi.

Il numero cromosomico di base delle Carline è: 2n =18, 20

### Filogenesi
Sulla sottotribù Carlininae non sono state fatte finora delle specifiche analisi filogenetiche sul DNA, ma solo ristrette ricostruzioni su alcune specie. La sottotribù sembra aver avuto un'origine africana in quanto Carlininae è probabilmente il gruppo basale della tribù Cardueae e formano un “gruppo fratello” con altre due sottotribù (Oldenburgieae e Tarchonantheae entrambe della sottofamiglia Tarchonanthoideae) che in base alle ultime ricerche risultano di origine africana (altre precedenti ipotesi di origine di questo gruppo, come specie endemiche insulari di Creta e della Macaronesia, sono da eliminare).
Il genere Carlina appartiene alla sottotribù Carlininae (sottofamiglia Carduoideae secondo APG II Classification). In base agli ultimi studi filogenetici questo genere risulta monofiletico (vedi cladogramma a lato tratto dallo studio citato comprendente l'analisi di alcune specie del genere). Generi vicino sono Atractylis L. e Atractylodes DC.; in particolare il genere  Atractylodes forma un “gruppo fratello” con i due generi Carlina e Atractylis. Infine è da notare che questo gruppo di generi (sempre in base allo studio citato) è alla base della tribù Cardueae.
|  | Chamaeleon                                                          |
|  |                                                                     |
|  | Carlina acanthifolia                                                |
|  |                                                                     |
|  | \| \| Carlina vulgaris \| \| \| \| \| \| Carlina lanata \| \| \| \| |
|  |                                                                     |
|  | Carlina vulgaris                                                    |
|  |                                                                     |
|  | Carlina lanata                                                      |
|  |                                                                     |

|  | Carlina vulgaris |
|  |                  |
|  | Carlina lanata   |
|  |                  |

|  | Chamaeleon                                                          |
|  |                                                                     |
|  | Carlina acanthifolia                                                |
|  |                                                                     |
|  | \| \| Carlina vulgaris \| \| \| \| \| \| Carlina lanata \| \| \| \| |
|  |                                                                     |
|  | Carlina vulgaris                                                    |
|  |                                                                     |
|  | Carlina lanata                                                      |
|  |                                                                     |

|  | Carlina vulgaris |
|  |                  |
|  | Carlina lanata   |
|  |                  |

|  | Chamaeleon                                                          |
|  |                                                                     |
|  | Carlina acanthifolia                                                |
|  |                                                                     |
|  | \| \| Carlina vulgaris \| \| \| \| \| \| Carlina lanata \| \| \| \| |
|  |                                                                     |
|  | Carlina vulgaris                                                    |
|  |                                                                     |
|  | Carlina lanata                                                      |
|  |                                                                     |

|  | Carlina vulgaris |
|  |                  |
|  | Carlina lanata   |
|  |                  |

|  | Chamaeleon                                                          |
|  |                                                                     |
|  | Carlina acanthifolia                                                |
|  |                                                                     |
|  | \| \| Carlina vulgaris \| \| \| \| \| \| Carlina lanata \| \| \| \| |
|  |                                                                     |
|  | Carlina vulgaris                                                    |
|  |                                                                     |
|  | Carlina lanata                                                      |
|  |                                                                     |

|  | Carlina vulgaris |
|  |                  |
|  | Carlina lanata   |
|  |                  |

|  | Chamaeleon                                                          |
|  |                                                                     |
|  | Carlina acanthifolia                                                |
|  |                                                                     |
|  | \| \| Carlina vulgaris \| \| \| \| \| \| Carlina lanata \| \| \| \| |
|  |                                                                     |
|  | Carlina vulgaris                                                    |
|  |                                                                     |
|  | Carlina lanata                                                      |
|  |                                                                     |

|  | Carlina vulgaris |
|  |                  |
|  | Carlina lanata   |
|  |                  |

|  | Chamaeleon                                                          |
|  |                                                                     |
|  | Carlina acanthifolia                                                |
|  |                                                                     |
|  | \| \| Carlina vulgaris \| \| \| \| \| \| Carlina lanata \| \| \| \| |
|  |                                                                     |
|  | Carlina vulgaris                                                    |
|  |                                                                     |
|  | Carlina lanata                                                      |
|  |                                                                     |

|  | Carlina vulgaris |
|  |                  |
|  | Carlina lanata   |
|  |                  |

|  | Chamaeleon                                                          |
|  |                                                                     |
|  | Carlina acanthifolia                                                |
|  |                                                                     |
|  | \| \| Carlina vulgaris \| \| \| \| \| \| Carlina lanata \| \| \| \| |
|  |                                                                     |
|  | Carlina vulgaris                                                    |
|  |                                                                     |
|  | Carlina lanata                                                      |
|  |                                                                     |

|  | Carlina vulgaris |
|  |                  |
|  | Carlina lanata   |
|  |                  |

|  | Chamaeleon                                                          |
|  |                                                                     |
|  | Carlina acanthifolia                                                |
|  |                                                                     |
|  | \| \| Carlina vulgaris \| \| \| \| \| \| Carlina lanata \| \| \| \| |
|  |                                                                     |
|  | Carlina vulgaris                                                    |
|  |                                                                     |
|  | Carlina lanata                                                      |
|  |                                                                     |

|  | Carlina vulgaris |
|  |                  |
|  | Carlina lanata   |
|  |                  |

### Specie spontanee della flora italiana
Per meglio comprendere ed individuare le varie specie del genere (solamente per le specie spontanee della nostra flora) l'elenco che segue utilizza in parte il sistema delle chiavi analitiche.
- 1A: il fusto è assente in quanto il capolino è inserito direttamente nel centro della rosetta basale;

Carlina acaulis L. - Carlina bianca : tutte le foglie hanno il picciolo, sono glabre e ragnatelose sulle due facce; le “squame raggianti” sono di color bianco – avorio con chiazze scure. Il capolino è unico dal diametro di 3 – 5 cm con fiori biancastri. L'altezza massima della pianta è di 4 - 10 cm; il ciclo biologico è perenne; la forma biologica è emicriptofita rosulata (H ros); il tipo corologico è Centro Europeo; l'habitat tipico sono i prati e i pascoli; in Italia è una specie comune e si trova su tutto il territorio fino a 2.600 m s.l.m..
Carlina acanthifolia All. - Carlina zolfina: le foglie centrali sono sessili e bianco - tomentose solo di sotto, al tatto si presentano vellutate; i capolini sono sempre acauli e molto larghi (fino a 15 cm); le “squame raggianti” sono di colore giallo – zolfo; la corolla dei fiori è lillacina. L'altezza massima della pianta è di 1 - 3 dm; il ciclo biologico è perenne; la forma biologica è emicriptofita rosulata (H ros); il tipo corologico è Orofita Sud-Europeo; l'habitat tipico sono i prati aridi e i pascoli; in Italia è una specie comune e si trova su tutto il territorio da 300 fino a 1.800 m s.l.m..
- 1B: i fusti sono ben sviluppati con dei capolini nella parte terminale;

- 2A: le piante sono perenni o bienni, glabre e comunque poco pelose;

- 3A: le “squame raggianti” sono larghe 2 - 3 mm;

- 4A: il colore delle “squame raggianti” è biancastro (o rosee o brune); il diametro dei capolini (comprese le foglie involucrali) è di 3 – 6 cm;

Carlina sicula Ten. - Carlina siciliana : le foglie involucrali sono lanceolate e prive di spine; le “squame raggianti” sono lunghe 20 mm; la corolla dei fiori è di colore paglierino. L'altezza massima della pianta è di 2 - 9 dm; il ciclo biologico è perenne; la forma biologica è emicriptofita scaposa (H scap); il tipo corologico è "Endemico" (Sicilia); l'habitat tipico sono i pascoli aridi, gli incolti e lungo le vie; in Italia è una specie comune e si trova solamente al Sud fino a 1.600 m s.l.m..
Carlina acaulis L. - Carlina bianca : (vedi anche Gruppo 1A) le foglie involucrali hanno delle spine pennate; le “squame raggianti” sono lunghe 25 – 33 mm.
- 4B: il colore delle “squame raggianti” è giallo; il diametro dei capolini (comprese le foglie involucrali) è di 2 – 4 cm;

Carlina corymbosa L. - Carlina raggio d'oro : il diametro dei capolini è 1,5 – 2 cm; le foglie involucrali sono lunghe dai 19 ai 48 mm; le foglie del fusto sono in genere lanceolate e profondamente pennato – partite. L'altezza massima della pianta è di 2 - 9 dm; il ciclo biologico è perenne; la forma biologica è emicriptofita scaposa (H scap); il tipo corologico è "Euri-Mediterraneo"; l'habitat tipico sono i prati aridi e sassosi; in Italia è una specie comune in tutta Italia ma non sulle Alpi, e si trova fino a 1.200 m s.l.m..
Carlina hispanica Lam. subsp. globosa Meusel & Kästner : simile alla corymbosa, ma con una lamina fogliare più ovata.  L'altezza massima della pianta è di 2 - 9 dm; il ciclo biologico è perenne; la forma biologica è emicriptofita scaposa (H scap); il tipo corologico è "Endemico"; l'habitat tipico sono gli incolti sassosi e rupestri; in Italia è una specie rara e si trova al Sud (Calabria e Sicilia).
Carlina involucrata Poiret - Carlina di Lampedusa : il diametro dei capolini è 2,5 – 3,5 cm; le foglie involucrali sono lunghe dai 45 ai 55 mm; le foglie del fusto sono lunghe e strette. L'altezza massima della pianta è di 3 - 6 dm; il ciclo biologico è perenne; la forma biologica è emicriptofita scaposa (H scap); il tipo corologico è "Sud Ovest Steno-Mediterraneo"; l'habitat tipico sono gli incolti; in Italia è una specie rarissima e si trova solo nell'isola di Lampedusa fino a 100 m s.l.m..
- 3B: le “squame raggianti” sono molto strette (0,5 – 1,5 mm);

- 5A: i capolini (dal diametro di 2 – 4 cm) non sono superati dalle foglie involucrali;

Carlina vulgaris L. - Carlina comune : le foglie involucrali sono più brevi delle brattee; possiede un lungo fittone; le foglie del fusto sono mediamente amplessicauli; per ogni pianta sono presenti più capolini (il fusto è ramoso - corimboso); la corolla dei fiori è paglierina mentre le “squame raggianti” sono purpuree al centro e giallo pallido all'apice.  L'altezza massima della pianta è di 2 - 4 dm; il ciclo biologico è perenne; la forma biologica è emicriptofita scaposa (H scap); il tipo corologico è "Centro Europeo"; l'habitat tipico sono i cedui e le boscaglie, i pascoli aridi, i sentieri e gli incolti; in Italia è una specie comune su tutto il territorio (Isole escluse) fino a 1.800 m s.l.m..
Carlina biebersteinii Bernh. ex Hornem - Carlina di Bieberstein: le foglie involucrali sono più lunghe delle brattee. L'altezza massima della pianta è di 2 - 6 dm; il ciclo biologico è perenne; la forma biologica è emicriptofita scaposa (H scap); il tipo corologico è "Euro-Siberiano"; l'habitat tipico sono i cedui, i pascoli e gli incolti; in Italia si trova al Nord (Alpi) fino a 1.000 m s.l.m..
- 5B: i capolini (dal diametro di 4 – 6 cm) sono superati abbondantemente dalle foglie involucrali;

Carlina nebrodensis Guss - Carlina dei Nebrodi : le foglie involucrali esterne (inferiori) sono più brevi di quelle interne (superiori) ; le foglie del fusto sono grossolanamente incise e tutte sono densamente lanose; le “squame raggianti” sono gialle-paglierine di sopra e brunastre di sotto. L'altezza massima della pianta è di 2 - 4 dm; il ciclo biologico è perenne; la forma biologica è emicriptofita scaposa (H scap); il tipo corologico è "Endemico"; l'habitat tipico sono i macereti e i pendii aridi; in Italia è rara e si trova solamente al Sud (Calabria e Sicilia) da 1.000 fino a 1.900 m s.l.m..
- 2B: le piante sono annue e densamente lanose;

Carlina racemosa L. - Carlina minore : il colore delle “squame raggianti” è giallo-dorato; in genere è una pianta gracile; la ramosità del fusto e dicotomica; i capolini sono piccoli (diametro di 1 – 1,5 cm). L'altezza massima della pianta è di 1 - 5 dm; il ciclo biologico è annuo; la forma biologica è terofita scaposa (T scap); il tipo corologico è "Sud Ovest Mediterraneo"; l'habitat tipico sono gli incolti aridi; in Italia è rara e si trova solamente in Sardegna fino a 300 m s.l.m..
Carlina lanata L. - Carlina lanosa : il colore delle “squame raggianti” è purpureo o violetto; tutto il fusto è coperto da una lanosità biancastra; la corolla dei fiori, filiforme, ha il colore paglierino. L'altezza massima della pianta è di 1 - 5 dm; il ciclo biologico è annuo; la forma biologica è terofita scaposa (T scap); il tipo corologico è "Steno-Mediterraneo"; l'habitat tipico sono gli incolti, i pascoli aridi e lungo le vie; è una specie comune e si trova in Italia Centrale e Meridionale fino a 1.200 m s.l.m..

## Usi
Le carline in genere sono specie di scarsa importanza economica e a volte perfino dannose per l'economia montana.

### Farmacia
Molte delle specie del genere Carlina contengono una resina acridica nella quale si pensa che risieda la maggior parte delle qualità medicinali di queste piante. Credenza in parte confermata dalla leggenda riportata più sopra.

Le radici di queste piante sono da tempo commercializzate medicalmente per la preparazione di vari decotti diaforetici (agevolanti la traspirazione della pelle) e stomachici (stimolanti la funzione digestiva). 

### Cucina
La Carlina acaulis è spesso chiamata “carciofo selvatico” in quanto il ricettacolo del capolino fiorale è commestibile (sia crudo che lessato).

Jaques Delechamps (1513-1588) c'informa nei suoi scritti che anche la Carlina acanthifolia sarebbe consumabile come cibo se preparata come i carciofi. 

### Giardinaggio
L'impiego più usuale di queste piante è nel giardinaggio per decorare giardini rocciosi o alpini. Si moltiplicano facilmente, sempre per seme, e vanno piantate in terreni calcarei, sassosi e ben drenati. Se il terreno è troppo fertile perdono il loro aspetto xerofilo e insieme la loro brillantezza.

## Altre notizie
- Le popolazioni rurali utilizzano queste piante (Carlina vulgaris specialmente in Gran Bretagna e Carlina acaulis sulle Alpi) per le previsioni del tempo, infatti le squame del capolino si aprono a stella con tempo secco e si chiudono con l'umido (comunque si chiudono sempre dopo il tramonto del sole per riaprirsi al mattino successivo). Questo probabilmente per proteggere il polline dalla pioggia. I capolini hanno forti caratteristiche igroscopiche.
- In molte zone queste piante sono considerate dannose per l'alimentazione del bestiame in quanto hanno un basso contenuto nutritivo, inoltre essendo evitate dalle bestie a causa della loro spinosità si propagano senza problemi e molto rapidamente essendo aiutate anche dall'abbondantissima produzione di semi.